# 南綾香
南 綾香（みなみ あやか）は日本の女性声優。主にアダルトゲームに出演する。アージュの一連作品における「神宮司まりも」役が代表的。参加作品数は年間1、2本程度。

## 出演作品

### ゲーム
2002年
- アカネマニアックス〜流れ星伝説剛田〜（神宮司まりも）

2003年
- マブラヴ（神宮司まりも）

2004年
- マブラヴ サプリメント（神宮司まりも）

2006年
- マブラヴ オルタネイティヴ（神宮司まりも）

2007年
- マブラヴ ALTERED FABLE（神宮司まりも）

2011年
- 君がいた季節（神宮司まりも）[2]
- 晴れときどきお天気雨（山上鈴音）[3]

2012年
- MUV-LUV UNLIMITED THE DAY AFTER episode:02（神宮司 まりも）[4]